# Kazimierz Lepszy
Kazimierz Lepszy (ur. 11 czerwca 1904 w Krakowie, zm. 30 maja 1964 tamże) – polski historyk, profesor i rektor Uniwersytetu Jagiellońskiego, członek Polskiej Akademii Umiejętności, redaktor naczelny Polskiego Słownika Biograficznego, poseł na Sejm PRL III kadencji.

## Życiorys
Był synem Leonarda (historyka sztuki złotniczej) i Zofii z Muczkowskich (1867–1908), bratankiem Edwarda (malarza, twórcy witraży i obrazów w kościołach Krakowa i Lwowa). Uczęszczał do IV Gimnazjum im. Henryka Sienkiewicza w Krakowie (do 1922), od 1916 działał w harcerstwie. W latach 1922–1927 studiował historię na Uniwersytecie Jagiellońskim, m.in. u Władysława Konopczyńskiego, Stanisława Kota, Ludwika Piotrowicza i Wacława Sobieskiego; był prezesem Koła Historyków Studentów na uczelni (1925–1927). Należał do Korporacji Akademickiej „Lauda” w Krakowie. W 1928 obronił na UJ pracę doktorską Walka stronnictw w pierwszych latach panowania Zygmunta III. W latach 1927–1930 był asystentem w Bibliotece Jagiellońskiej, następnie bibliotekarzem w Bibliotece Książąt Czartoryskich. W 1939 habilitował się na UJ na podstawie pracy Rzeczpospolita Polska w dobie sejmu inkwizycyjnego 1589–92 i został docentem w Katedrze Historii Polski Nowożytnej i Najnowszej. Był w gronie pracowników UJ aresztowanych w ramach Sonderaktion Krakau; więziony w Krakowie, Wrocławiu i obozach koncentracyjnych Sachsenhausen i Dachau, został zwolniony w styczniu 1941. Uczestniczył w tajnym nauczaniu uniwersyteckim.
Powrócił do pracy na Uniwersytecie Jagiellońskim w 1945; pozostał docentem w Katedrze Historii Polski Nowożytnej i Najnowszej, w 1954 został profesorem nadzwyczajnym, w 1959 profesorem zwyczajnym. Pełnił funkcje dziekana Wydziału Filozoficzno-Historycznego (1952/1953), dwukrotnie prorektora (1953–1956, 1960–1962), rektora (od 1962). Od 1957 kierował Katedrą Historii Polski XVI–XVIII Wieku. Jako rektor nawiązał liczne kontakty z uczelniami zagranicznymi, przyczynił się do powstania filii uniwersytetu w Katowicach (1963), przewodniczył Komitetowi Jubileuszowemu 600-lecia uczelni. Wykładał dzieje reformacji i kontrreformacji, historię Pomorza Zachodniego, dzieje Wiosny Ludów na ziemiach polskich, stosunki polsko-szwedzkie; historię nowożytną Polski wykładał również w Wyższej Szkole Pedagogicznej w Katowicach (1946–1952, kierując Katedrą Historii Polski). Był ponadto związany z Instytutem Bałtyckim w Gdańsku (1946–1950) i Instytutem Historii Polskiej Akademii Nauk (od 1953 kierownik Zakładu Dokumentacji, od 1962 pod nazwą Zakład Dokumentacji i Informacji Naukowej).
W 1951 został powołany na członka korespondenta Polskiej Akademii Umiejętności, w latach 1948–1952 był sekretarzem Komisji Historycznej PAU. Od 1950 był również członkiem Komisji Historycznej Towarzystwa Naukowego Warszawskiego, a od 1963 przewodniczył Komisji Historycznej Oddziału PAN w Krakowie. Należał do Polskiego Towarzystwa Historycznego (od 1947 członek Zarządu, od 1951 wiceprezes), Towarzystwa Miłośników Historii i Zabytków Krakowa, Komisji Historii Morskiej w Paryżu (wiceprezydent). Po II wojnie światowej współpracował z Radą Narodową Miasta Krakowa przy opracowaniu nowych nazw ulic. W 1953 organizował wystawę polskiego Odrodzenia w Muzeum Narodowym w Warszawie.
W latach 1925–1927 był członkiem Rady Naczelnej Związku Akademickiego Młodzież Wszechpolska. W tym okresie, w 1927 jako student UJ, kandydował na delegata na V Ogólny Zjazd Polskiej Młodzieży Akademickiej w Poznaniu z ramienia listy Bloku Ogólno-Narodowego (endecja). Jako bezpartyjny kandydat został wybrany w 1961 posłem na Sejm PRL III kadencji, brał udział w pracach Komisji Oświaty i Nauki.
Zainteresowania naukowe Kazimierza Lepszego obejmowały historię Polski XVI wieku, historię marynistyki, historię kultury renesansowej, dzieje Krakowa, historię mieszczaństwa polskiego XVI wieku oraz biografistykę. W swojej pracy doktorskiej dokonał analizy elekcji w 1587 Zygmunta III Wazy, a w pracy habilitacyjnej omawiał kontakty tego króla z Habsburgami w sprawie ewentualnego przekazania im korony polskiej. Zainicjował szerokie badania nad polską polityką na Bałtyku. Interesował się dziejami poczty polskiej oraz myślą społeczną Andrzeja Frycza Modrzewskiego. Współpracował z „Przeglądem Filatelistycznym”, był redaktorem „Kwartalnika Historycznego” (1939–1946) i „Odrodzenia i Reformacji w Polsce” (od 1957). Wydał IV tom Archiwum Jana Zamoyskiego, kanclerza i hetmana wielkiego koronnego, obejmujący lata 1585–1588 (1948).
Brał udział w pracach przygotowawczych do wydania Polskiego Słownika Biograficznego. Był od 1935 sekretarzem redakcji; po śmierci redaktora Władysława Konopczyńskiego przyczynił się do wznowienia wydawania Słownika i został jego drugim redaktorem naczelnym (1958). Funkcję tę pełnił do końca życia; pod jego redakcją ukazały się cztery tomy (do tomu X, początek litery „J”), poszerzono także tematykę biogramów o działaczy ruchu robotniczego i ludowego, przedstawicieli radykalnej inteligencji, techników.
Opublikował ponad 180 prac naukowych.
Od 1930 był mężem Anny z Wnorowskich (1908–1973), z którą miał córkę Barbarę (ur. 1934).
Zmarł 30 maja 1964 o godzinie 3.45 nad ranem na zawał serca. Pochowany został 2 czerwca 1964 na cmentarzu Rakowickim w Krakowie (kwatera AC-wsch-3).

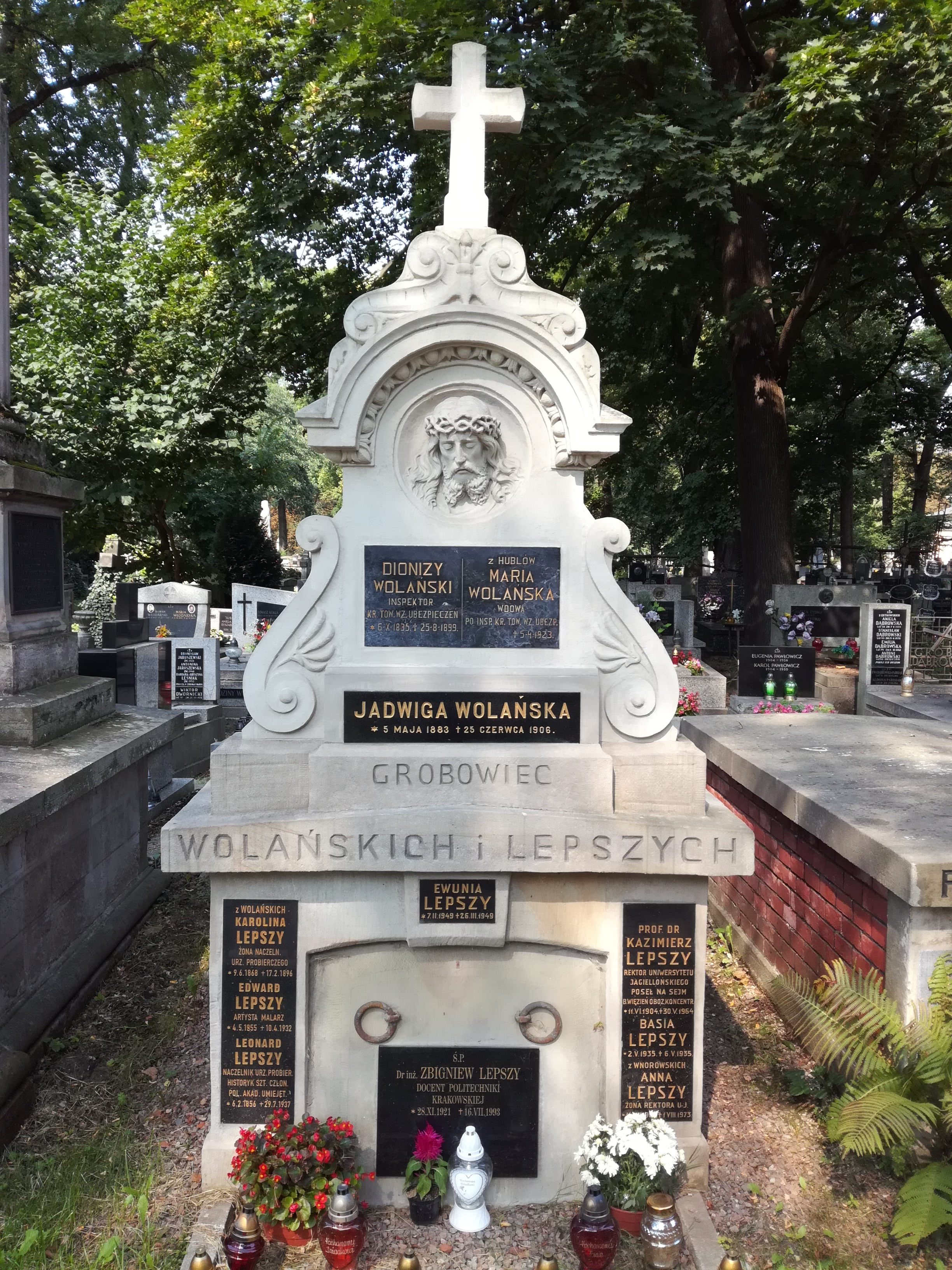
Grób prof. Kazimierza i Leonarda Lepszego na cmentarzu Rakowickim

## Publikacje
- Oblężenie Krakowa przez arcyksięcia Maksymiliana (1929)
- Prusy Książęce a Polska w latach 1576–1578 (1932)
- Kraków i ziemia krakowska (1934, z Józefem Feldmanem i Romanem Grodeckim)
- Strażnicy morza Stefana Batorego (1934)
- „Dominium maris Baltici” Zygmunta Augusta (1946)
- Dzieje floty polskiej (1947)
- Zarys dziejów marynarki polskiej (1947)
- Jan Zamoyski – wróg Habsburgów (z problematyki monografii o kanclerzu) (1949)
- Organizacja sił zbrojnych na morzu za Zygmunta III (1952)
- Andrzej Frycz-Modrzewski (1953)
- Podłoże społeczno-gospodarcze Odrodzenia w Krakowie (1954)
- Geneza i program społeczny radykalnego nurtu Braci Polskich (1956, z Anną Kamińską)
- Polska w okresie drugiej wojny północnej, 1655–1660 (1957, redaktor)
- Walka sejmowa o konfederację warszawską w roku 1587 (1959)
- Dzieje UJ w latach 1364–1764 / L’Université Jagellonne d’hier, d’aujourd’hui et de demain / Jagiellonian University of Cracow: Past, Present and Future (1964, redaktor)
- Studia z dziejów młodzieży Uniwersytetu Krakowskiego w dobie Renesansu (1964, redaktor)

## Ordery i odznaczenia
- Order Sztandaru Pracy I klasy (1964)[2]
- Krzyż Kawalerski Orderu Odrodzenia Polski (28 września 1954)[6]
- Medal 10-lecia Polski Ludowej (15 stycznia 1955)[7]